# Mursa subrufa
Mursa subrufa là một loài bướm đêm trong họ Noctuidae.